# Podarcis levendis
Podarcis levendis — вид ящірок родини справжніх ящірок (Lacertidae). Один із 28 видів роду. Ендемік Греції. Мешканець середземноморських гірських і прилеглих рівнинних ландшафтів. Раритетний вид плазунів, занесений до Червоного списку МСОП та інших природоохоронних документів.

## Етимологія
Наукова назва роду походить від грец. ποδαρκής = швидконогий.
Названа на честь Фонду Левентіс, який фінансував дослідження на островах Егейського моря. Крім того, левентіс є середньовічним грецьким словом, яке походить від Левант = «Схід», що, ймовірно, пов'язане із розташуванням островів, де мешкає Podarcis levendis, у Східному Середземномор'ї.
Назва на інших мовах: Pori Wall Lizard (англ.; дослівно «стінна ящірка Порі»).

## Опис
Середня за розмірами стінна ящірка, із струнким тілом до 23 см завдовжки (L. + L.cd.), одна із найбільших представників роду. Довжина тіла від кінчика морди до клоаки (L.) до 7,5 см (зазвичай до 6,5 см). Хвіст (L.cd.) вдвічі  перевищує довжину тулуба з головою. Самці більші за самиць. Голова висока, пірамідальна, вкрита симетричними щитками. Тіло вкрите ребристою лускою
Верхня сторона тіла зазвичай забарвлена в зелені кольори. Уздовж хребта іноді проходить тонка темна смуга. Боки часто темніші за спину. По краю черева, спереду і ззаду ніг є блакитні плями. Самиці менш барвисті, часто коричневі. В окремих особин присутні бліді спинно-бокові смуги, а також облямовані темними лініями плями. Черево може бути білим, жовтим або помаранчевий, зазвичай з невеликою кількістю темних плям або без них. Хвіст ящірки часто має помаранчевий відтінок, особливо в дорослих самців.

## Поширення
Ендемік Греції. Ареал виду обмежений островами Порі та Лагувардос (Пореті), розташованих між Критом і Пелопоннесом.

## Особливості біології
Населяє різноманітні відкриті середземноморські ландшафти, від рівня моря до середньогір'їв. Віддає перевагу помірно зволоженим ділянкам (наприклад, поблизу водойм), вкритим досить густою трав'янистою і чагарниковою рослинністю. Досить численний вид, щільність популяцій на о. Порі становить 260 ос./га. Загальна чисельність популяції на о. Порі оцінюється орієнтовно в 7000 особин.
Ящірки звичайно активні протягом року і тільки в горах ненадовго уходять в зимову сплячку. Навесні і восени активні увесь день, з червня по вересень в середині дня ховаються в тінь та тимчасові сховища. Добре лазять по скелях, стінах, стовбурах дерев і в чагарниках, але більше наземні, ніж деякі споріднені види стінних ящірок. 
Podarcis levendis належить до яйцекладних плазунів. В період розмноження (з лютого по травень) самці ревно охороняють свої індивідуальні ділянки, оглядаючи їх із високих предметів. Парування відбувається в березні — квітні. Самиці протягом літа можуть відкладати до двох кладок по 2—6 яєць.
Живиться переважно комахами, а також іншими дрібними безхребетними.

## Охорона
Раритетний вид плазунів, занесений до Червоного списку МСОП (охоронна категорія: «вразливий вид»), а також до Додатку ІІ Бернської конвенції (охоронна категорія: вид потребує особливої охорони), а також до Додатку IV Директиви Європейського Союзу 92/43/ЄС «Про збереження природних оселищ та видів природної фауни і флори» (охоронна категорія: види, які потребують суворої охорони). Охоронний статус вид отримав превентивно, з огляду на дуже обмежений ареал, а також зважаючи на можливий негативний вплив туристичного освоєння островів та потрапляння на острів котів та інших хижаків, які можуть поставити вид на межу зникнення. Обидва острови, на яких трапляється цей вид, не заселені, але слід вжити заходів щодо контролю за відвідуванням островів рекреантами та за транспортуванням ящірок як об'єктів торгівлі домашніми тваринами.

## Систематика
Один із 28 видів роду стінних ящірок (Podarcis).
Стінна ящірка Порі (Podarcis levendis) раніше входила як підвид до стінної ящірки Ерхарда (Podarcis erhardii).